# Pilota d'Or 1992
L'edició de 1992 de la Pilota d'Or, 37a edició del premi futbolític creat per la revista francesa France Football, va ser guanyada pel neerlandès Marco van Basten, jugador de l'AC Milan.
El jurat estava format per 49 periodistes especialitzats, de cadascuna de les següents associacions membres de la UEFA: Albània, Alemanya, Anglaterra, Àustria, Bèlgica, Bulgària, CEI, Dinamarca, Escòcia, Espanya, Finlàndia, França, Grècia, Hongria. Irlanda, Islàndia, Itàlia, Iugoslàvia, Luxemburg, Malta, Noruega, Països Baixos, Polònia, Portugal, Txecoslovàquia, Romania, Suècia, Suïssa, Turquia i Xipre.
El resultat de la votació va ser publicat al número 2.437 de France Football, el 22 de desembre de 1992.

## Sistema de votació
Cadascun dels membres del jurat elegí els que, a judici seu, eren els cinc millors futbolistes europeus. El jugador escollit en primer lloc rebia cinc punts, l'elegit en segon lloc en rebia quatre, i així successivament.
D'aquesta manera es repartiren 435 punts, sent 145 el màxim nombre de punts que podia obtenir cada jugador (en cas que cadascun dels 29 membres del jurat li assignés 5 punts).

## Qualificació final
| Classificació | Jugador            | Equip                            | Vots | Vots | Vots | Vots | Vots | Vots  | Punts |
| Classificació | Jugador            | Equip                            | 1r   | 2n   | 3r   | 4t   | 5è   | Total | Punts |
| ------------- | ------------------ | -------------------------------- | ---- | ---- | ---- | ---- | ---- | ----- | ----- |
| 1r            | Marco van Basten   | AC Milan                         | 11   | 8    | 2    | 1    | 3    | 25    | 98    |
| 2n            | Hristo Stoítxkov   | FC Barcelona                     | 10   | 5    | 2    | 1    | 2    | 20    | 80    |
| 3r            | Dennis Bergkamp    | AFC Ajax                         | 1    | 3    | 7    | 3    | 3    | 20    | 53    |
| 4t            | Thomas Häßler      | AS Roma                          | 3    | 2    | 3    | 4    | 2    | 14    | 42    |
| 5è            | Peter Schmeichel   | Manchester United F.C.           | 2    | 1    | 6    | 3    | 3    | 15    | 41    |
| 6è            | Brian Laudrup      | FC Bayern de Múnic / Fiorentina  | 1    | 1    | 4    | 3    | 5    | 14    | 32    |
| 7è            | Michael Laudrup    | FC Barcelona                     |      | 5    |      | 1    |      | 6     | 22    |
| 8è            | Ronald Koeman      | FC Barcelona                     | 1    | 1    |      | 2    | 1    | 5     | 14    |
| 9è            | Stéphane Chapuisat | Borussia Dortmund                |      |      | 2    | 2    | 1    | 5     | 11    |
| 10è           | Frank Rijkaard     | AC Milan                         |      | 1    |      | 2    |      | 3     | 8     |
| 11è           | Enzo Scifo         | Torino FC                        |      |      | 1    | 1    | 2    | 4     | 7     |
| 12è           | Flemming Povlsen   | Borussia Dortmund                |      | 1    |      | 1    |      | 2     | 6     |
| 13è           | Henrik Larsen      | Lyngby Boldklub / Pisa Calcio    |      | 1    |      |      |      | 1     | 4     |
| 14è           | John Jensen        | Brøndby IF / Arsenal FC          |      |      | 1    |      |      | 1     | 3     |
|               | Paolo Maldini      | AC Milan                         |      |      | 1    |      |      | 1     | 3     |
| 16è           | Henrik Andersen    | 1. FC Köln                       |      |      |      | 1    |      | 1     | 2     |
|               | David Platt        | AS Bari / Juventus               |      |      |      | 1    |      | 1     | 2     |
|               | Tomas Brolin       | Parma FC                         |      |      |      |      | 2    | 2     | 2     |
|               | Jean-Pierre Papin  | Olympique de Marsella / AC Milan |      |      |      |      | 2    | 2     | 2     |
| 20è           | Franco Baresi      | AC Milan                         |      |      |      |      | 1    | 1     | 1     |
|               | Rune Bratseth      | Werder Bremen                    |      |      |      |      | 1    | 1     | 1     |
|               | Andreas Herzog     | Werder Bremen                    |      |      |      |      | 1    | 1     | 1     |

## Curiositats
- Marco van Basten es convertí en el tercer jugador en obtenir tres trofeus, igualant a Johan Cruyff i Michel Platini.
- Rune Bratseth es convertí en el primer jugador noruec en aparèixer a la qualificació final de la Pilota d'Or.